# Truro (Massachusetts)
Truro – miasto w Stanach Zjednoczonych, w stanie Massachusetts, w hrabstwie Barnstable.